# خانه نمایندگان ورمانت
خانه نمایندگان ورمانت (Vermont State House) بنایی است که شاخه مقننه دولت ایالت ورمانت در آن قرار دارد. معماران بنا عبارتند از
- Ammi Burnham Young
- Thomas Silloway

بنای کنونی در سال ۱۸۳۳ ساخته گردید و در مونپلیه (ورمانت) قرار دارد.
این بنا خانه مجلس نمایندگان ایالت است.

## نگارخانه

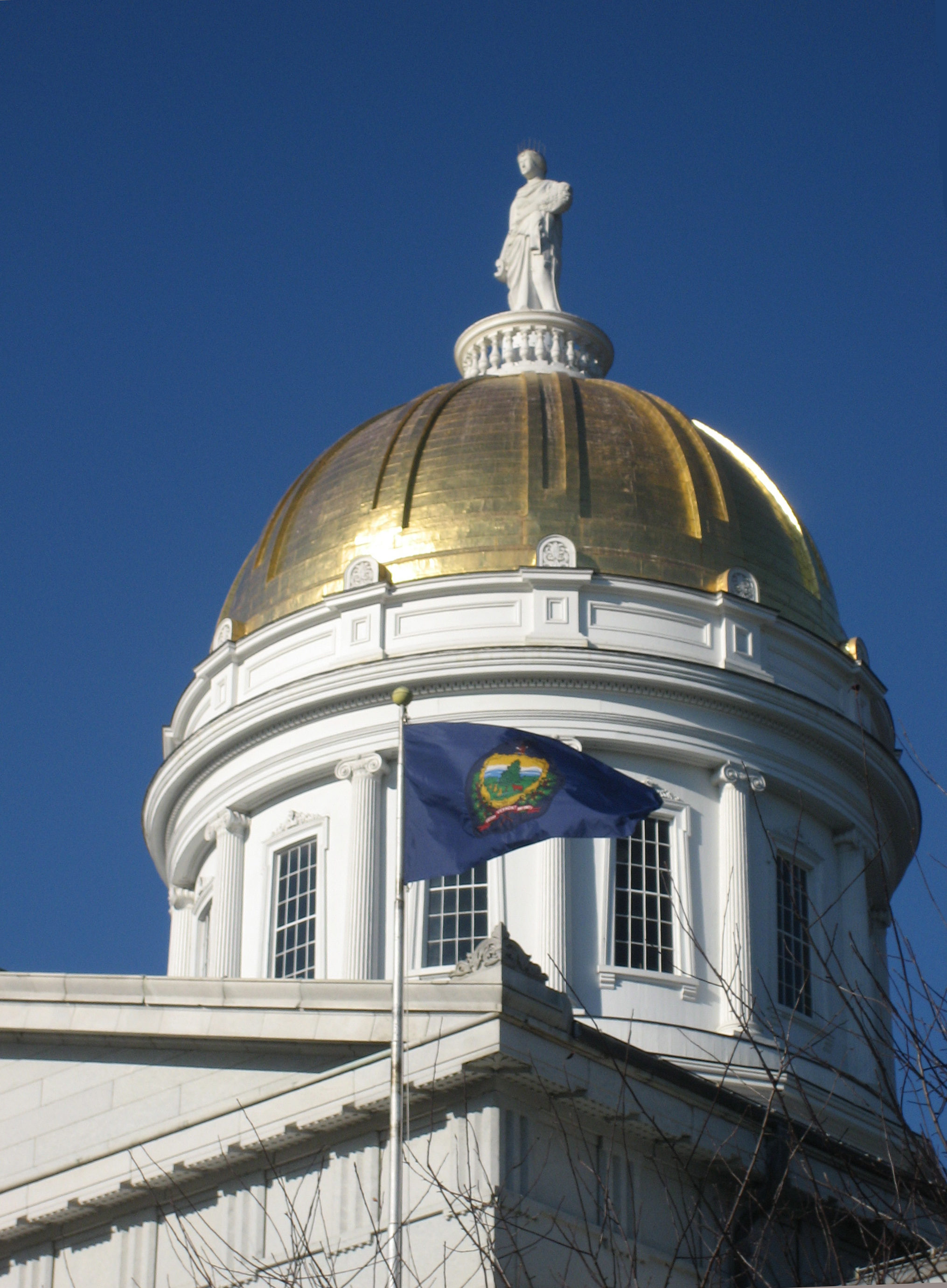
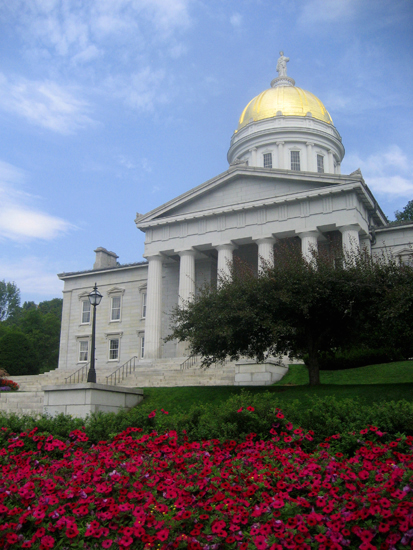
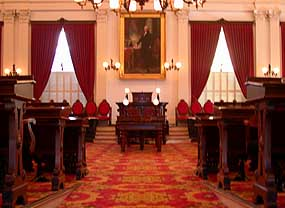
مجلس نمایندگان
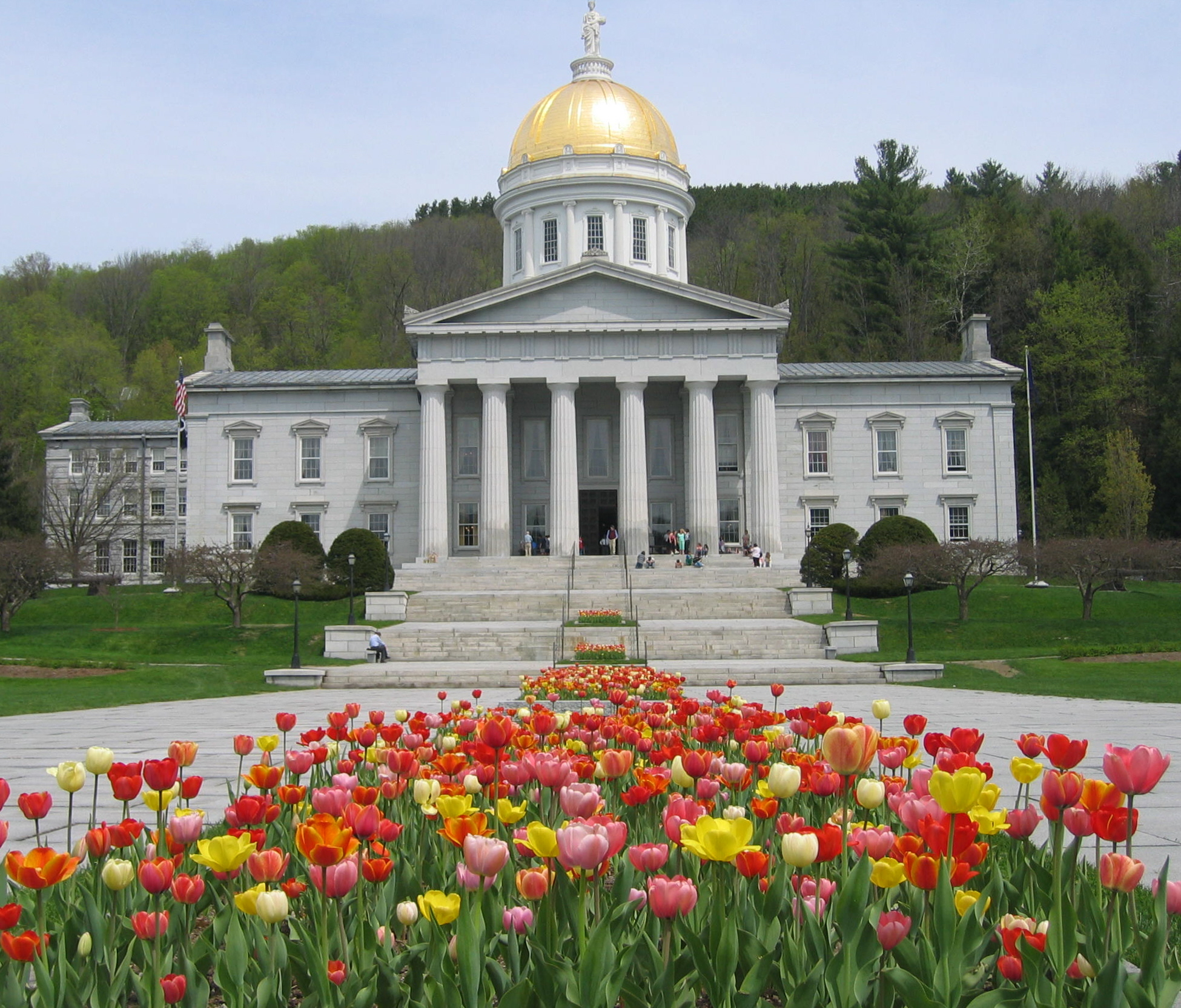
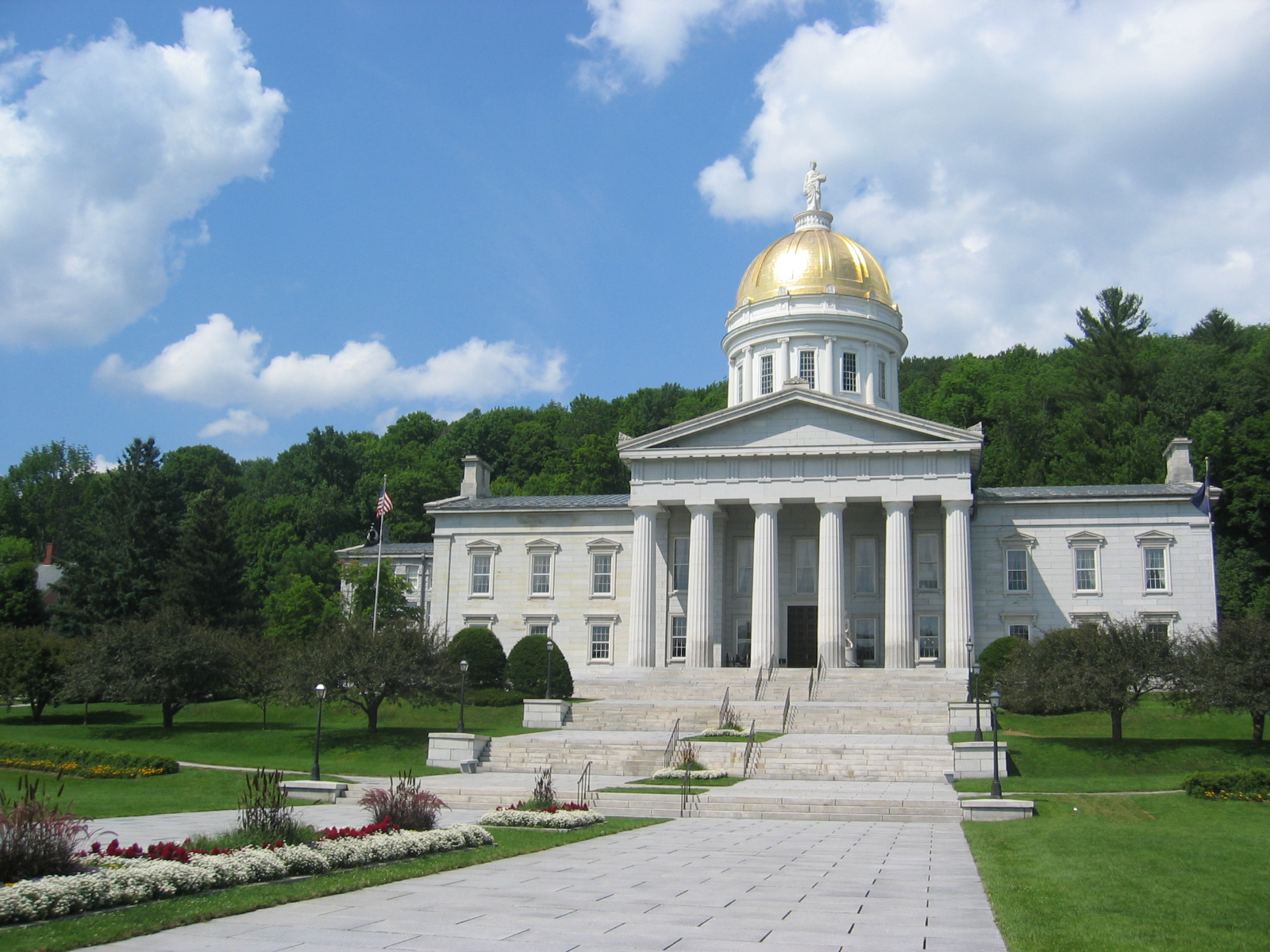